# Дуб звичайний (Надвірнянський район, Майданське лісництво)
Дуб звичайний — ботанічна пам'ятка природи місцевого значення. Об'єкт розташований на території Надвінянського району Івано-Франківської області, Майданське лісництво, квартал 16, виділ 29.
Площа — 0,0100 га, статус отриманий у 1988 році.